# گرین بوشز، استرالیای غربی
گرین بوشز (به انگلیسی: Greenbushes) یک شهرک در استرالیا است که در استرالیای غربی واقع شده‌است.